# Macchi M.5
Die Macchi M.5 war ein einsitziges italienisches Doppeldecker-Flugboot, das ab 1917 im Ersten Weltkrieg zum Einsatz kam.
Sie war eine Weiterentwicklung der Macchi L.3 und konnte es aufgrund ihrer Höchstgeschwindigkeit selbst mit den besten deutschen Jagdflugzeugen aufnehmen. Sie war eines der besten und bekanntesten Flugzeuge Italiens im Ersten Weltkrieg.
Das Flugboot ging Anfang 1917 in die Testphase in Varese in Italien. Nach einigen Zwischenversionen wurde die M.5 im Herbst 1917 an die Regia Marina ausgeliefert. Die M.5 besaß einen 160 PS (118 kW) leistenden Isotta-Fraschini V.4B-Reihenmotor mit Druckpropeller. Bewaffnet war die M.5 mit zwei 7,7-mm-Vicker-MGs und zusätzlich bei Bedarf mit einigen kleinen Bomben.
Das Flugzeug war sehr schnell und manövrierfähig und konnte selbst moderne deutsche Jagdflugzeuge im Luftkampf besiegen. So wurden die M.5 zum Angriff auf österreich-ungarische Ziele, wie den Hafen Pola im Adriatischen Meer verwendet. Daneben spielten die Luftaufklärung und die Sicherung von Schiffkonvois eine wichtige Rolle.
Die M.5 wurde in großen Stückzahlen produziert. Bei Macchi und bei Societa Aeronautica Italiana wurden insgesamt 244 Exemplare gebaut. Danach folgten 100 Exemplare der modifizierten Version M.5 mod mit einem 250 PS leistenden Isotta-Fraschini-Reihenmotor.
Die M.5 blieb noch lange nach dem Ersten Weltkrieg im Einsatz und wurde erst 1923 aus dem Dienst genommen.

## Einheiten mit der Macchi M.5
- 260a und 261a Squadriglia in Venedig
- 256a Squadriglia in Otranto
- 257a und 258a Squadriglia in Albanien
- 262a Squadriglia in Brindisi
- 263a Squadriglia in Porto Corsini bei Ravenna
- 264a Squadriglia in Ancona

## Einsatz der U.S. Navy 1918 über Pola

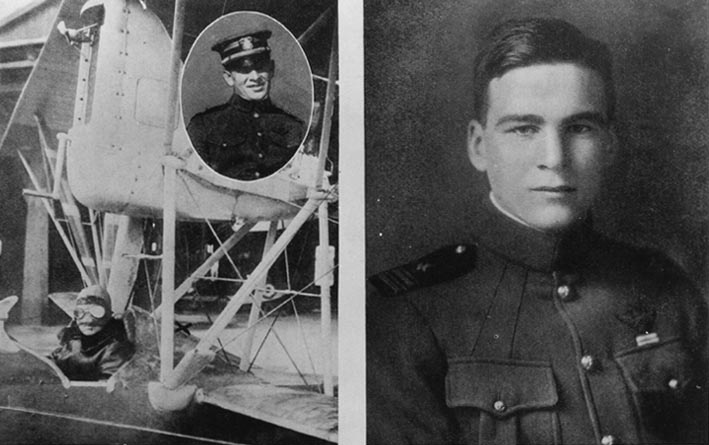
Ludlow in seiner Macchi M.5

Am 21. August 1918 flogen fünf Macchi M.5. und zwei Flugbootbomber von Typ Macchi M.8 von der amerikanischen Marinestation im Porto Corsini zum Angriff gegen den österreich-ungarischen Marinehafen Pola. Die M.8-Bomber warfen schnell ihre schwere Bombenlast über Pola ab und zogen sich nach Porto Corsini zurück.
Die anderen Flugzeuge wurden plötzlich von fünf österreichischen Albatros-Jägern und zwei Lohner-Flugbooten angegriffen. Die Fähnriche (Ensign) George H. Ludlow und Charles H. Hammann gerieten in den Luftkampf. Ludlow gelang es, einen der Albatros-Jäger abzuschießen, aber seine Maschine wurde selbst schwer beschädigt und er musste fünf Seemeilen vor Pola notwassern. Er war allerdings unverletzt und stieg auf seine sinkende Maschine. Charles H. Hammann sah Ludlow im Meer und setzte zur Landung an, obwohl ein österreichisches Schnellboot auf dem Weg zu Ludlow war. Das Manöver war riskant, da die M.5 nur ein Einsitzer war und der Start sich als sehr schwierig erwies. Trotzdem konnte Hammann die Maschine nach Pola zurückfliegen. Der Rumpf seiner M.5. war allerdings auch durch MG-Feuer beschädigt und so sank seine M.5. kurz nach der Landung. Ein Rettungsboot nahm beide an Bord. Charles H. Hammann wurde für seinen Einsatz für Ludlow mit der Medal of Honor ausgezeichnet.

## Militärische Nutzung
Königreich Italien
- Regia Aeronautica
- Regia Marina

 Vereinigte Staaten
- US Navy
- US Marine Corps

## Technische Daten
| Kenngröße             | Daten                                                         |
| --------------------- | ------------------------------------------------------------- |
| Besatzung             | 1                                                             |
| Länge                 | 8,06 m                                                        |
| Spannweite            | 11,90 m                                                       |
| Flügelfläche          | 28 m²                                                         |
| Höhe                  | 2,85 m                                                        |
| Leermasse             | 720 kg                                                        |
| Startmasse            | 990 kg                                                        |
| Antrieb               | ein Reihenmotor Isotta Fraschini V.4B mit 160 PS (ca. 120 kW) |
| Höchstgeschwindigkeit | 183 km/h                                                      |
| Dienstgipfelhöhe      | 6200 m                                                        |
| Flugdauer             | 3:40 h                                                        |
| Bewaffnung            | zwei 7,7-mm-Vickers-MG                                        |